# Trasferimento di chiamata
Il trasferimento di chiamata è un servizio telefonico che consiste nel passare una chiamata ricevuta dal proprio telefono, ad un altro apparecchio telefonico, oppure ad un altro numero esterno (fisso o cellulare). Un caso particolare di trasferimento di chiamata è  il servizio di "Deviazione di chiamata" o "follow-me", richiesta per gli utenti di particolari sistemi telefonici.